# ハーベスター (ソフトウェア)
Harvester はオープンソースのクラウドネイティブなハイパーコンヴァージド・インフラストラクチャ（HCI）を実現するソフトウェアである。2020年にSUSEによって公開された。
RancherはKubernetesクラスターを管理するソフトウェアで、2020年12月1日、SUSEに買収されたRancher Labsによって作られた。Harvesterはrancherと統合する機能がv0.3.0で追加され、インフラストラクチャーとワークロードを「single pane of glas」で管理できる機能を備える。

## 概要

### アーキテクチャ

#### ベアメタル
Harvesterは、ベアメタルサーバーに導入するように設計された、ベアメタルハイパーバイザーである。Harvesterは、ISOディスクやUSBを使った手動インストールも、IPXEようにPXEブートサーバーを用いたネットワークによるインストールもできるようになっている。

#### OS
Harvesterのディストリビューションは、Elemental Toolkitによって作成されたSUSE Linux Enterprise Micro 5.3のcloud-initに対応した最小版を基盤とし、可能な限りメンテナンスを不要にするため、ルートディスクのほとんどがイミューダブルとなっている。

#### 仮想化
KubevirtはKubernetes上で動作され、仮想化のサポートを提供する。これにより、Harvesterはkubernetesワークロードとして仮想マシンを実行できる。 Harvesterは、ESXi、Proxmox VE、XCP-NG / Citrix XenServerなど、他のハイパーバイザーが提供するほとんどの基本的な機能が提供される。 v1.1.0では、PCIデバイスの受け渡しが実験的な機能としてサポートされており、ハイパーバイザーホスト上のPCIデバイスをVMに直接受け渡すことができる。ハイパーバイザーによって直接使用されていないデバイスを使用できる。これは、GPU-Accelerated Computing 用の GPU や、データベースのような IOPS を重視するために NVMe ストレージを渡す時などに便利である。

### ストレージ
ストレージはKubernetesのコンテナストレージインターフェイス（CSI）であるLonghornによって管理されており、vmのストレージはデフォルトでレプリケーションされるよう設定されている。 v1.5.0からは、サードパーティのCSIも利用可能になっており、一部制限があるもののRookCephやLVMが使用可能になっている。

## 参照
1. ↑  github.com/harvester/harvester/releases/tag/v0.0.1
2. ↑  https://docs.harvesterhci.io/v1.5/advanced/storageclass
3. ↑  docs.harvesterhci.io/v1.5/advanced/csidriver